# Steffen Kretschmann
Steffen Kretschmann (Köthen, RDA) es un deportista alemán que compitió en boxeo.
Ganó dos medallas de bronce en el Campeonato Mundial de Boxeo Aficionado, en los años 1999 y 2003, ambas en el peso pesado.
En noviembre de 2006 disputó su primera pelea como profesional. En su carrera profesional tuvo en total 21 combates, con un registro de 19 victorias y 2 derrotas.

## Palmarés internacional
| Campeonato Mundial | Campeonato Mundial       | Campeonato Mundial | Campeonato Mundial |
| Año                | Lugar                    | Medalla            | Categoría          |
| ------------------ | ------------------------ | ------------------ | ------------------ |
| 1999               | Houston (Estados Unidos) | Medalla de bronce  | 91 kg              |
| 2003               | Bangkok (Tailandia)      | Medalla de bronce  | 91 kg              |